# Péter Eötvös
Péter Eötvös (Odorheiu Secuiesc, localidad de la región de Transilvania, entonces perteneciente a Hungría, hoy a Rumanía, 2 de enero de 1944-Budapest, 24 de marzo de 2024) fue un compositor y director de orquesta húngaro. Eötvös siempre se ha sentido muy ligado a la tradición musical de su país y se considera continuador de la obra de Béla Bartók, Zoltán Kodály, György Kurtág o Ligeti.
Estudió composición en la Academia Ferenc Liszt de Budapest y dirección en la Hochschule für Musik de Colonia. En 1991 fundó el International Eötvös Institute an Foundation y en 2004 la Eötvös Contemporary Music Foundation en Budapest, para jóvenes compositores y directores. Su música está editada por las editoriales Editio Musica (Budapest), Ricordi (Múnich), Salabert (París) y Schott Music (Maguncia).

## Dirección de orquesta
Eötvös dirigió regularmente al Ensamble Stockhausen entre 1968 y 1976. Desde 1979 hasta 1991 fue director musical del Ensemble Intercontemporain de París, nombrado por el fundador del conjunto, Pierre Boulez. De 1985 a 1988 fue el principal director invitado de la Orquesta Sinfónica de la BBC. Entre 1992 y 1995 fue director invitado en la Orquesta del Festival de Budapest, entre 1998 y 2001 lo fue de la Filarmónica Nacional, también de Budapest. De 1994 a 2005 ocupó el cargo de director titular de la Orquesta de Cámara de la Radio de Hilversum. De 2003 a 2005 fue el principal director invitado de la Orquesta Sinfónica de la Radio de Stuttgart y desde 2009 lo es de la Orquesta Sinfónica de Viena. Entre 2003 y 2007 fue director invitado principal para el repertorio moderno y contemporáneo de la Orquesta Sinfónica de Gotemburgo.
Otras importantes orquestas a las que ha dirigido la Orquesta Real del Concertgebouw, la Orquesta de Cleveland, la Orquesta Filarmónica de Berlín o la Orquesta Filarmónica de Viena.

## Composición y dirección de ópera
Péter Eötvös ha compuesto numerosas óperas, empezando en 1973 con Harakiri. Alcanzó la fama adaptando el cuento de Anton Chejov Tres Hermanas en 1997 y, más recientemente, con la adaptación de la obra de Tony Kushner Angels in America. En 2007 estrenó dos ópera: Lady Sarashina y Del amor y otros demonios, basada en la novela homónima de Gabriel García Márquez.
Ha dirigido en teatros de ópera como La Scala de Milán, la Royal Opera House (Covent Garden) de Londres, el Teatro Real de la Moneda de Bruselas, el Festival de Glyndebourne y Teatro del Châtelet de París. Ha trabajado con directores de escena como Luca Ronconi, Robert Altman, Klaus-Michael Grüber, Robert Wilson, Nikolaus Lehnhof y Ushio Amagetsu.

## Labor docente
En su labor pedagógica destacan sus clases magistrales y seminarios en Edekoben, Lucerna, Basilea, Luxemburgo y Madrid. En los periodos comprendidos entre 1992-1998 y 2002-2007 fue profesor en la Hochschule für Musik de Karlsruhe y desde 1998 hasta 2001 en la de Colonia. Es miembro de la Akademie der Künste de Berlín, de la Academia de las Artes de Szechenyi de Budapest, de la Sächsische Akademie der Künste en Dresde y la Real Academia Sueca de la Música.

## Premios
En el año 2008 fue galardonado con el Premio de Composición Musical Príncipe Pierre de Mónaco por su obra Seven.

## Óperas
- Harakiri (1973)
- Radames, ópera de cámara (1975/97)
- Three sisters (Tri Sestri, marzo de 1998 Lyon)
- "As I Crossed a Bridge of Dreams" (1998/99)
- Le Balcon (5 de julio de 2002 en Aix-en-Provence)
- Angels ins America (2002–2004) basada en la obra Angels in America: A Gay Fantasia on National Themes
- Lady Sarashina (4 de marzo de 2008 en la Ópera de Lyon)
- Love and Other Demons (10 de agosto de 2008, Festival de Glyndebourne)
- Die Tragödie des Teufels  (febrero de 2010, Ópera Estatal de Baviera)